# Prästtjärnen (Karlanda socken, Värmland)
Prästtjärnen är en sjö i Årjängs kommun i Värmland och ingår i Göta älvs huvudavrinningsområde. Sjöns area är 0,021 kvadratkilometer och den befinner sig 169 meter över havet.